# Yammer

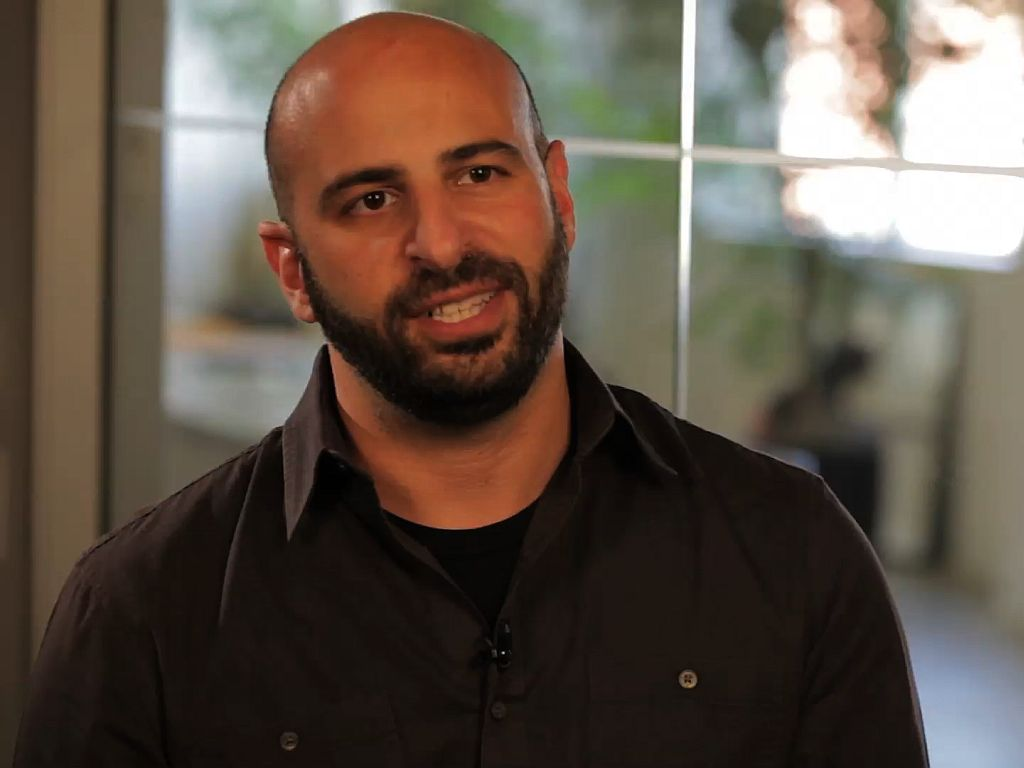
Adam Pisoni, współzałożyciel i CTO Yammera

Yammer – sieć społecznościowa typu enterprise, która działa w modelu freemium. Platforma jest wykorzystywana do wewnętrznej komunikacji w firmach i organizacjach. Jest przykładem oprogramowania społecznościowego używanego w środowisku biznesowym (Enterprise 2.0).

## Cechy
Zasada działania usługi Yammer opiera się na sieciach, które są przestrzenią przeznaczoną dla danej organizacji. W ramach danej sieci mogą być tworzone grupy, które mają na celu podział komunikacji na określoną tematykę związaną np. z działami lub zespołami w organizacji. Grupy mogą być widoczne dla wszystkich pracowników organizacji lub ukryte, wtedy są widoczne wyłącznie dla zaproszonych osób. Domyślnie, do sieci utworzonej w usłudze Yammer mogą uzyskać dostęp wyłącznie osoby posiadające adres e-mail w domenie organizacji.

## Koszty
Yammer w podstawowej wersji jest darmowy. Umożliwia dostęp do podstawowych możliwości społecznościowych, opcji związanych z pracą zespołową, dostęp przez urządzenia mobilne i możliwość korzystania z aplikacji. Dostęp do zaawansowanych opcji administracyjnych, autoryzacji aplikacji oraz wsparcia technicznego jest płatny. Yammer jest dostępny także w opcji z usługą Microsoft SharePoint oraz Office 365.